# Knochenhaueramtshaus (Hildesheim)

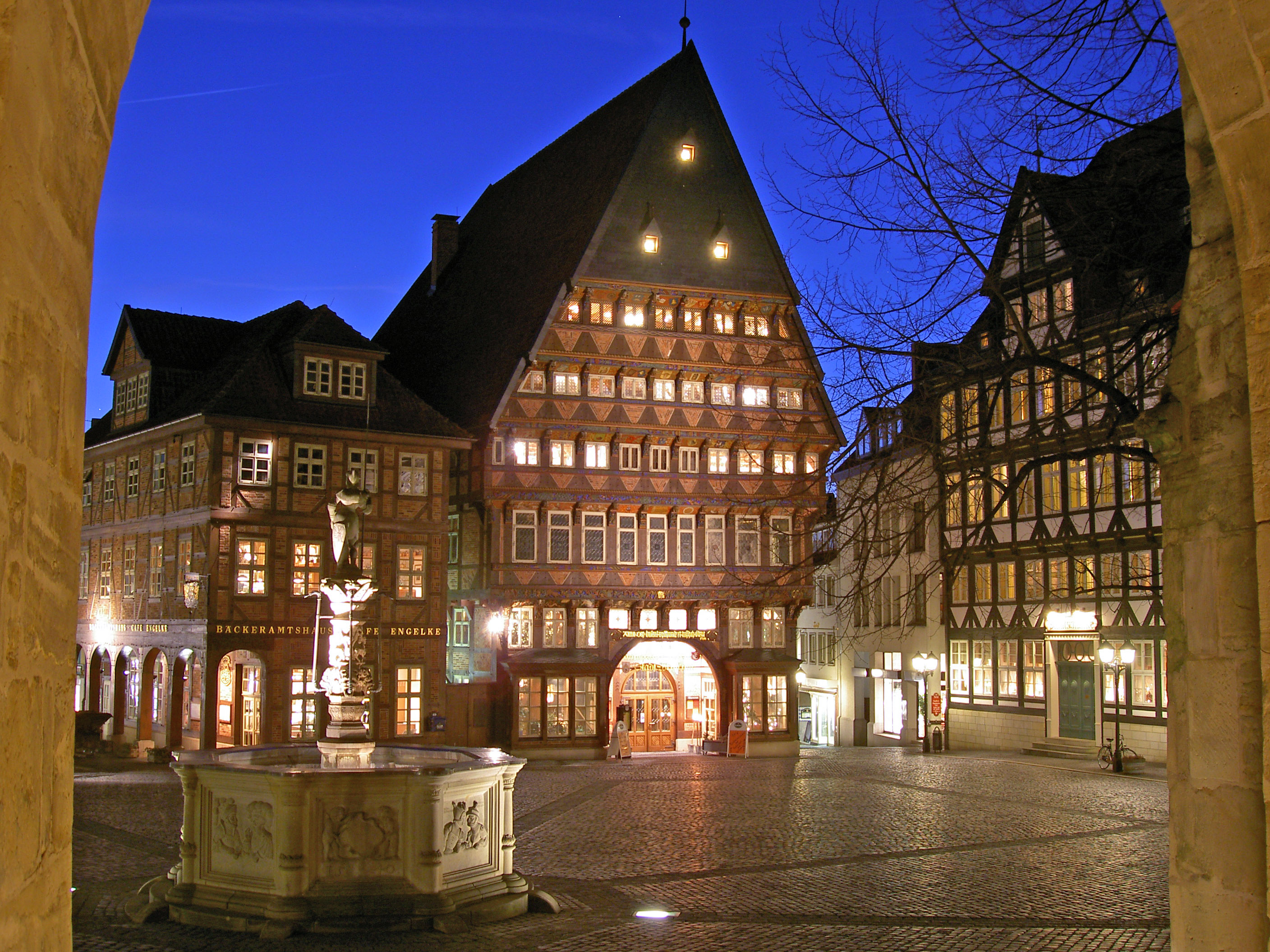
Knochenhaueramtshaus, links Bäckeramtshaus (Aufnahme 2005)

Das Knochenhaueramtshaus wurde 1529 als Amtshaus der Fleischer am Marktplatz in Hildesheim errichtet und ist das bekannteste Fachwerkhaus der Stadt. Im Zweiten Weltkrieg zerstört und später abgerissen, wurde das Gebäude 1986–1989 originalgetreu rekonstruiert.

## Geschichte

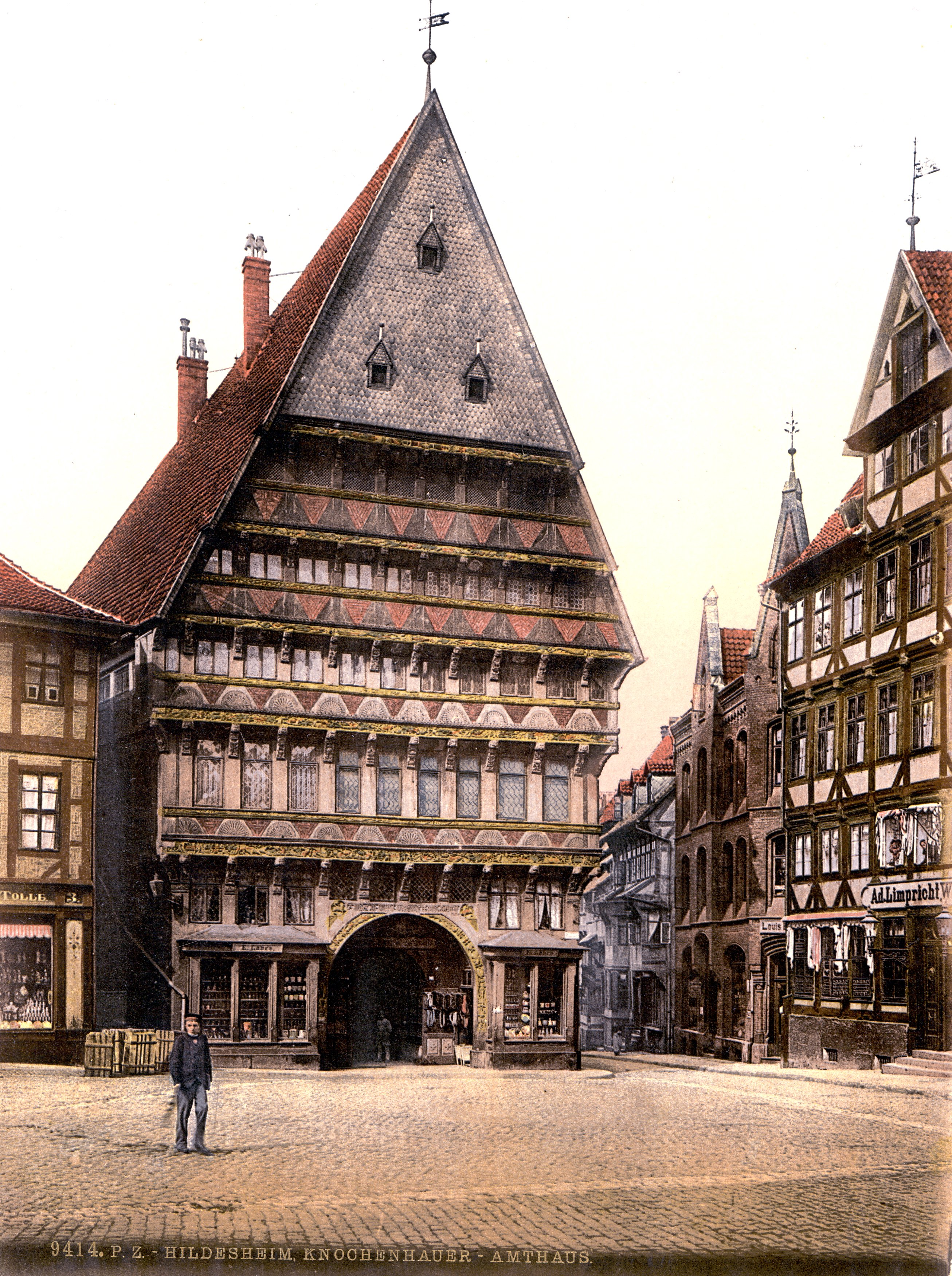
Das Knochenhaueramtshaus auf einer kolorierten Fotografie um 1900
Photochrom Zürich, Nummer 9414

### Geschichte bis 1853
Das Knochenhaueramtshaus war das Gildehaus der Fleischer (Knochenhauer) und steht wie andere Zunfthäuser der Hildesheimer Handwerkervereinigungen in zentraler Lage am Marktplatz der Altstadt, gegenüber dem Rathaus. Die frühe Baugeschichte seit dem 16. Jahrhundert ist wenig erforscht. Das Baujahr 1529 war über der Erdgeschosseinfahrt durch Inschrift in gotischen Minuskeln dokumentiert: Anno ∙ Dnj ∙ Dusent ∙ vyffhundert ∙ twitich ∙ vde ∙ neghen.
In der ursprünglichen Nutzung wurden neben dem Verkaufsraum die Kellergewölbe als Lagerraum verwendet. Im ersten Stock wurden Sitzungen der Gilde abgehalten, und in den weiteren Obergeschossen waren Vorratsräume sowie Wohnungen untergebracht.

### Erste Wiederherstellung 1853
Weit überregionale Bedeutung erlangte das Knochenhaueramtshaus erst Mitte des 19. Jahrhunderts mit der denkmalpflegerischen Wiederentdeckung und Wertschätzung der Fachwerkbauweise. Das in der Konstruktion noch spätgotische Fachwerkgebäude mit seiner repräsentativen, 26 Meter hochaufragenden Schmuckfassade galt den Hildesheimern – unter Berufung auf eine Bemerkung von Eugène Viollet-le-Duc – als „das schönste Fachwerkhaus der Welt“. 1852 erwarb die Stadt das Gebäude auf Betreiben von Herrmann Roemer und ließ 1853–1854 eine umfassende Instandsetzung unter Leitung des Stadtbaumeisters Carl Schütte durchführen. In diesem Zusammenhang beschäftigten sich Conrad Wilhelm Hase und Edwin Oppler mit der Baugeschichte und berieten das Bauvorhaben. Diese erste Wiederherstellung ließ das Knochenhaueramtshaus überregional bekannt werden und war Ausgangspunkt zahlreicher Untersuchungen und Beschreibungen. Nach der Instandsetzung diente das Gebäude als Leihhaus und städtische Sparkasse eingerichtet. Das gemalte Bildwerk der schrägen Füllbretter wurde vom Hildesheimer Maler Georg Bergmann ausgeführt.

### Brand und Wiederherstellung 1884–1885, Umbau 1910–1912
Erstmals wurde das Knochenhaueramtshaus bei einem Brand am 1. August 1884 stark beschädigt, wobei das Dach und große Teile des Schmuckgiebels abbrannten. Umgehend entstand das Verlangen, „die zu Grunde gegangenen Theile möglichst bald und in derselben Gestalt, die sie vor dem Brande zeigten, wiederherzustellen.“ Die beim Wiederaufbau von 1884–1885 wiederhergestellten Bildschnitzereien stammten von Friedrich Küsthardt, wobei zuvor angefertigte genaue Fotografien und Gipsabgüsse der Ornamente halfen. Nach einem weiteren Umbau 1910–1912 zog der Hildesheimer Kunstgewerbeverein ein, für dessen „Kunstgewerbehaus“-Museum das Innern zu einer großen Halle umgebaut worden war.

### Kriegszerstörung 1945, Hotel Rose und Rekonstruktion 1986–1989
Der schwerste Einschnitt in die Baugeschichte des Knochenhaueramtshauses war die vollständige Zerstörung gegen Ende des Zweiten Weltkriegs am 22. März 1945 beim Luftangriff auf Hildesheim von britischen und kanadischen Luftstreitkräften. Obgleich selbst nicht von Bomben getroffen, wurde es von dem Brand erfasst, der nahezu die gesamte Innenstadt vernichtete.

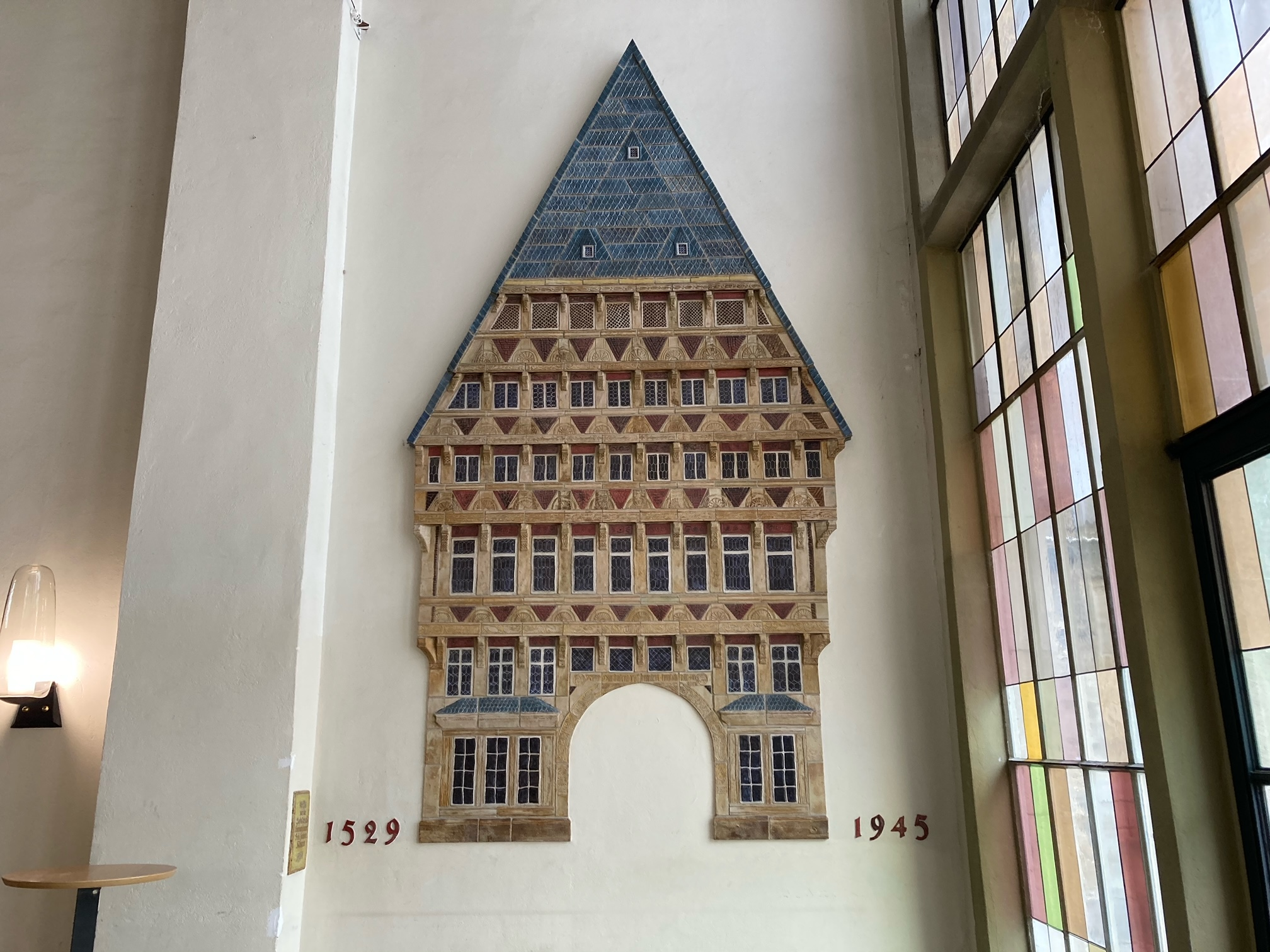
Das ehemalige Knochenhaueramtshaus als Keramik-Relief aus der Werkstatt Hohlt, 1954 gestiftet von der IHK Süd-Hannover Hildesheim, installiert im Rathaus Hildesheim

Im Jahr 1962 entstand nach einem Entwurf von Dieter Oesterlen im Sinne des von ihm sogenannten „gebundenen Kontrastes“ von Alt und Neu an der Stelle des Knochenhaueramtshauses das siebengeschossige Hotel Rose mit angeschlossenem niedrigen Büroriegel in Stahlbetonskelettkonstruktion.
Allerdings galt das verlorene Knochenhaueramtshaus vielen Hildesheimern weiterhin als das Symbol Alt-Hildesheims schlechthin, und so blieb der Wunsch nach seiner Wiederherstellung lebendig. Die Chance dazu bot sich in den 1980er Jahren, als das Hotel Rose in Konkurs ging. Im selben Zeitraum plante auch die Hildesheimer Stadtsparkasse einen Neubau ihres Hauptsitzes auf der Südseite des Marktplatzes mit einer Rekonstruktion des Wedekindhauses. Die Stadtverwaltung nutzte diese Gelegenheit und beschloss, den historischen Marktplatz und seine Randbebauung vollständig wieder aufzubauen.
Im Gegensatz zu den Gebäuden auf der Nord- und Südseite des Platzes mit lediglich wiederhergestellten Fassaden wurde das Knochenhaueramtshaus von 1986 bis 1989 zusammen mit dem links benachbarten Bäckeramtshaus auch im Innern in traditioneller Fachwerkbauweise rekonstruiert. Hierzu wurden 400 Kubikmeter Eichenholz verbaut und mit ca. 7500 Holznägeln über 4300 Holzverbindungen hergestellt. Beeindruckend sind vor allem die Schnitzereien auf den Knaggen der beiden Sichtfassaden. Die ursprüngliche Dekoration der Windbretter auf der dem Marktplatz abgewandten Nordseite war nicht genau dokumentiert und konnte daher nicht rekonstruiert werden. Sie wurden stattdessen mit modernen Malereien verschiedener Künstler versehen, die Krieg und Zerstörung versinnbildlichen. An dieser Seitenfassade befindet sich an einer Knagge auch eine in Holz geschnitzte Porträt-Maske Norbert Blüms, der zur Zeit des Wiederaufbaus des Gebäudes Bundesarbeitsminister war.

### Nutzungen seit dem Wiederaufbau
Das Knochenhaueramtshaus wird seit der Wiederherstellung 1989 im Kellergewölbe, Erdgeschoss und ersten Obergeschoss mit „Gildesaal“ als Restaurant genutzt. In den darüberliegenden Stockwerken war bis 2022 das Hildesheimer Stadtmuseum untergebracht. Aktuell (Stand August 2024) sind in diesen Stockwerken ein Escape Room und eine Freizeiteinrichtung untergebracht.

Galerie
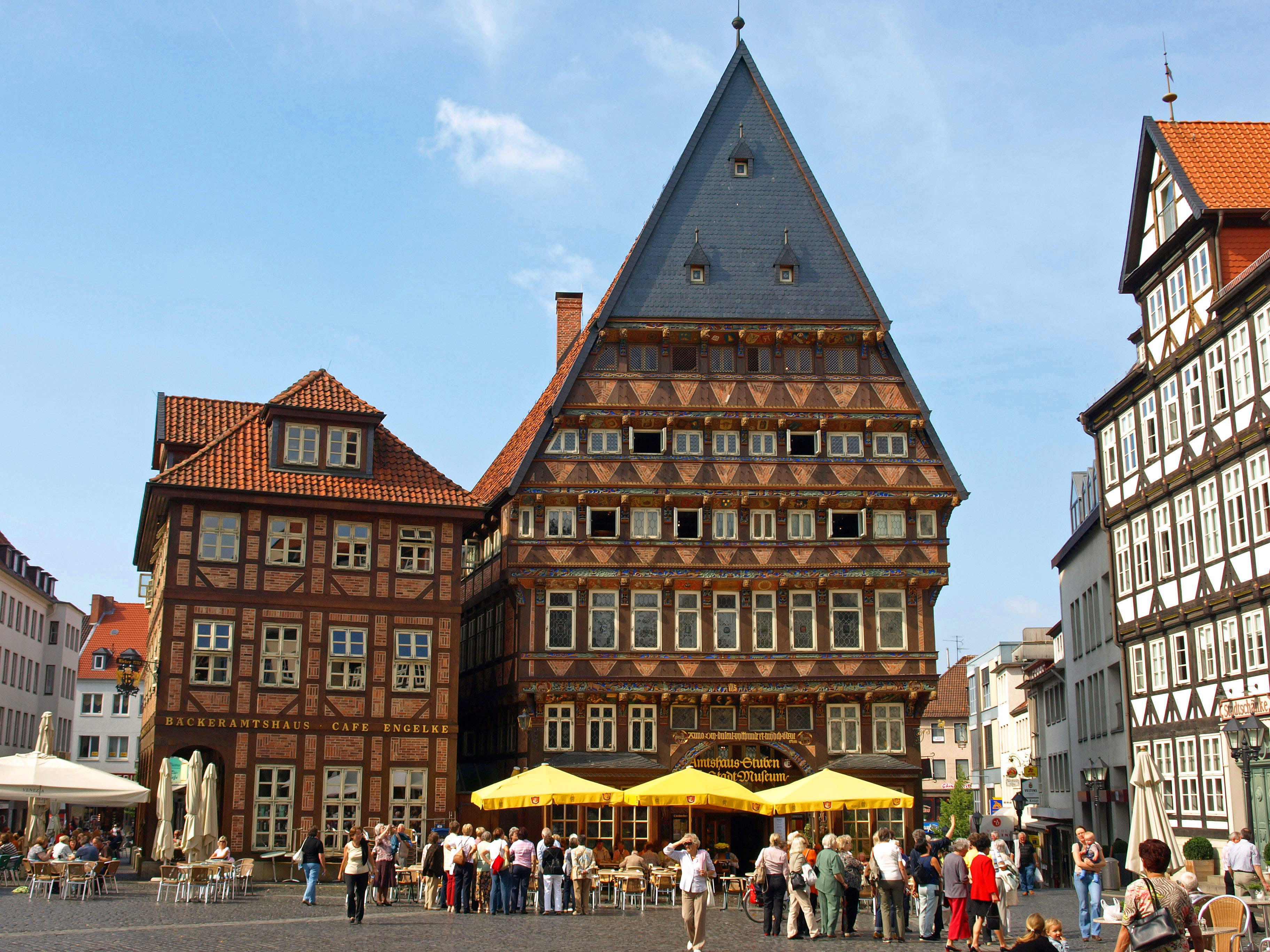
Knochenhaueramtshaus mit links daneben dem Bäckeramtshaus (2008)
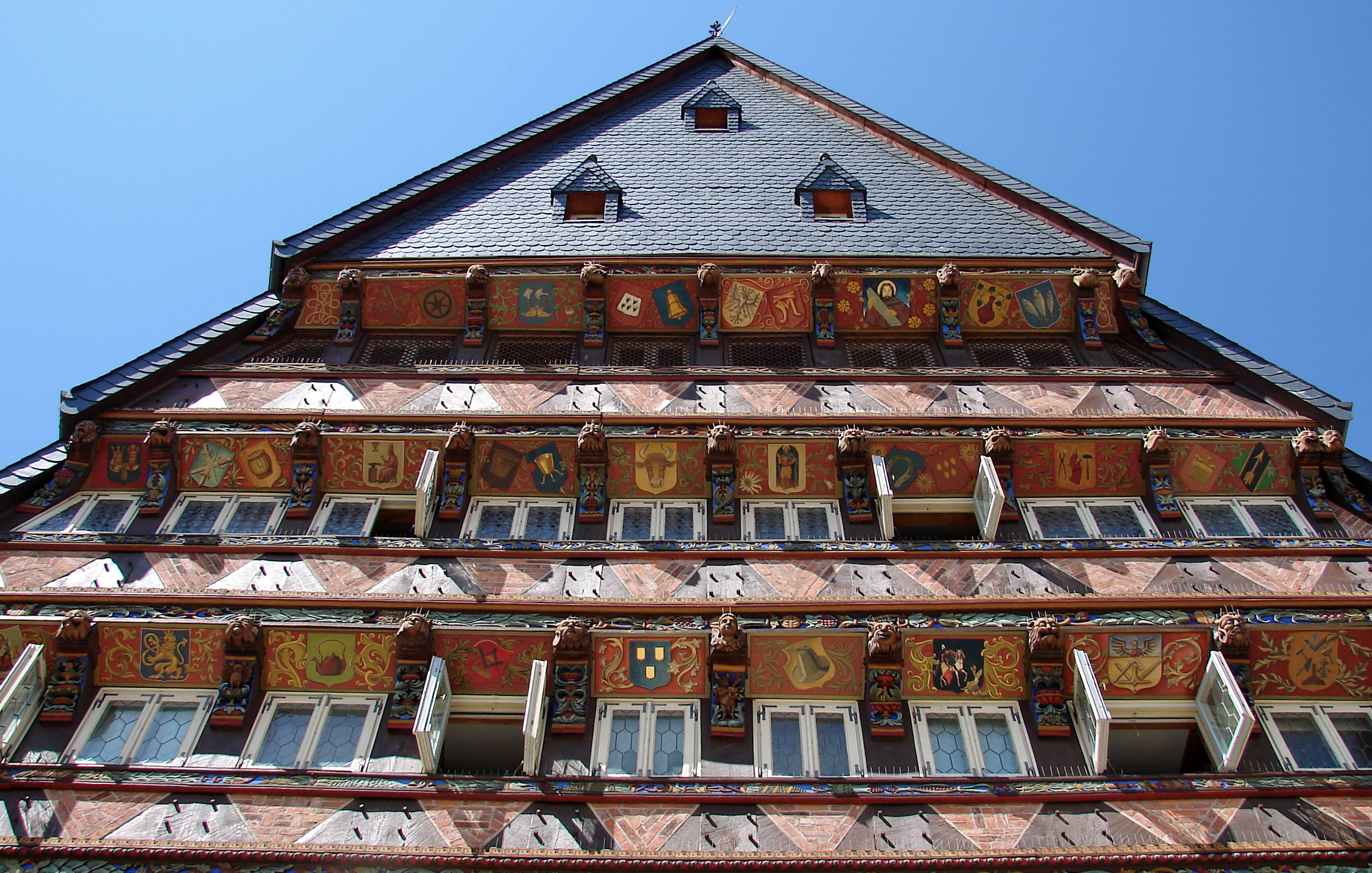
Die Ostfassade (Giebel) zum Marktplatz
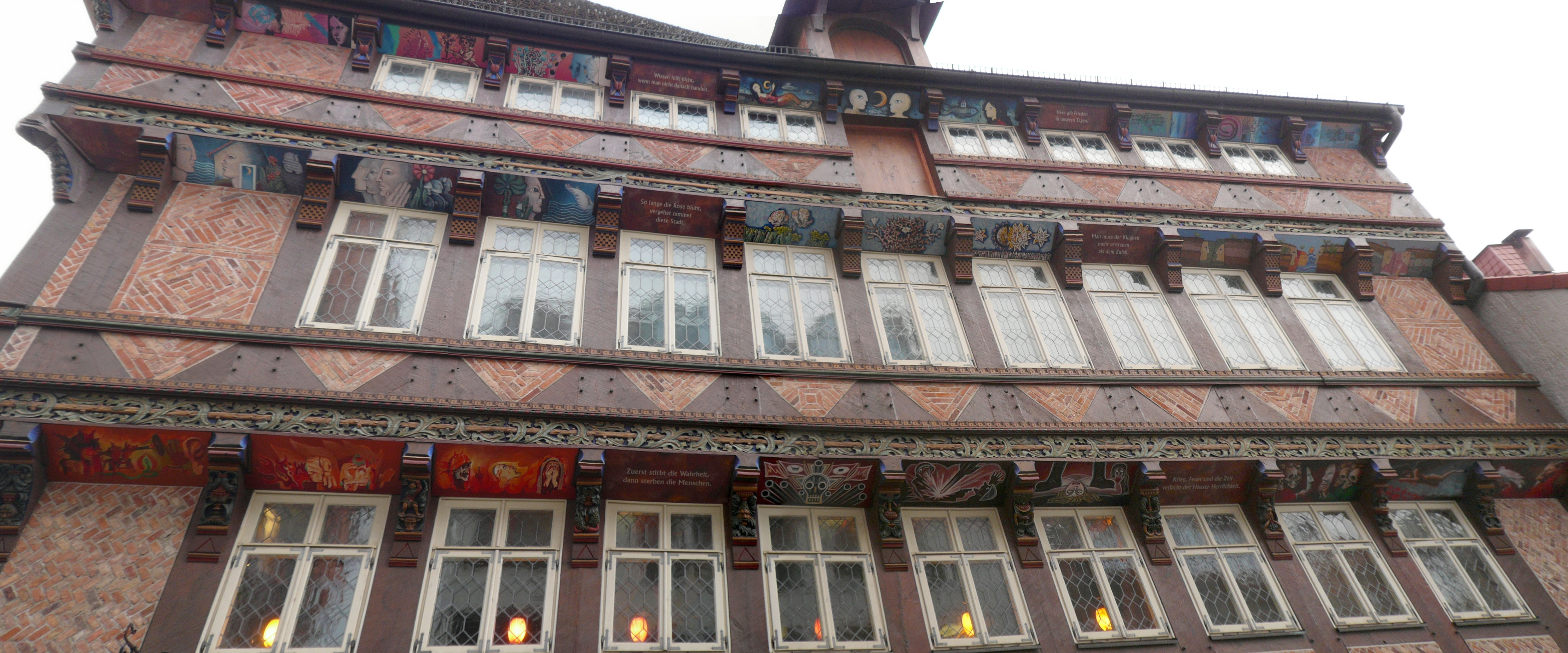
Nordfassade
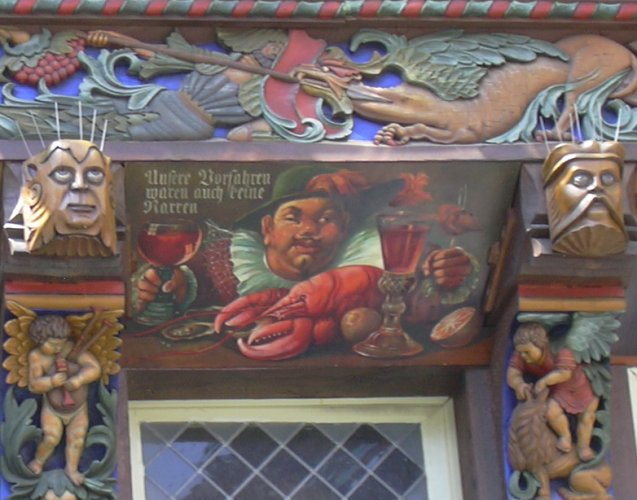
Rekonstruiertes Windbrett der Giebelfassade
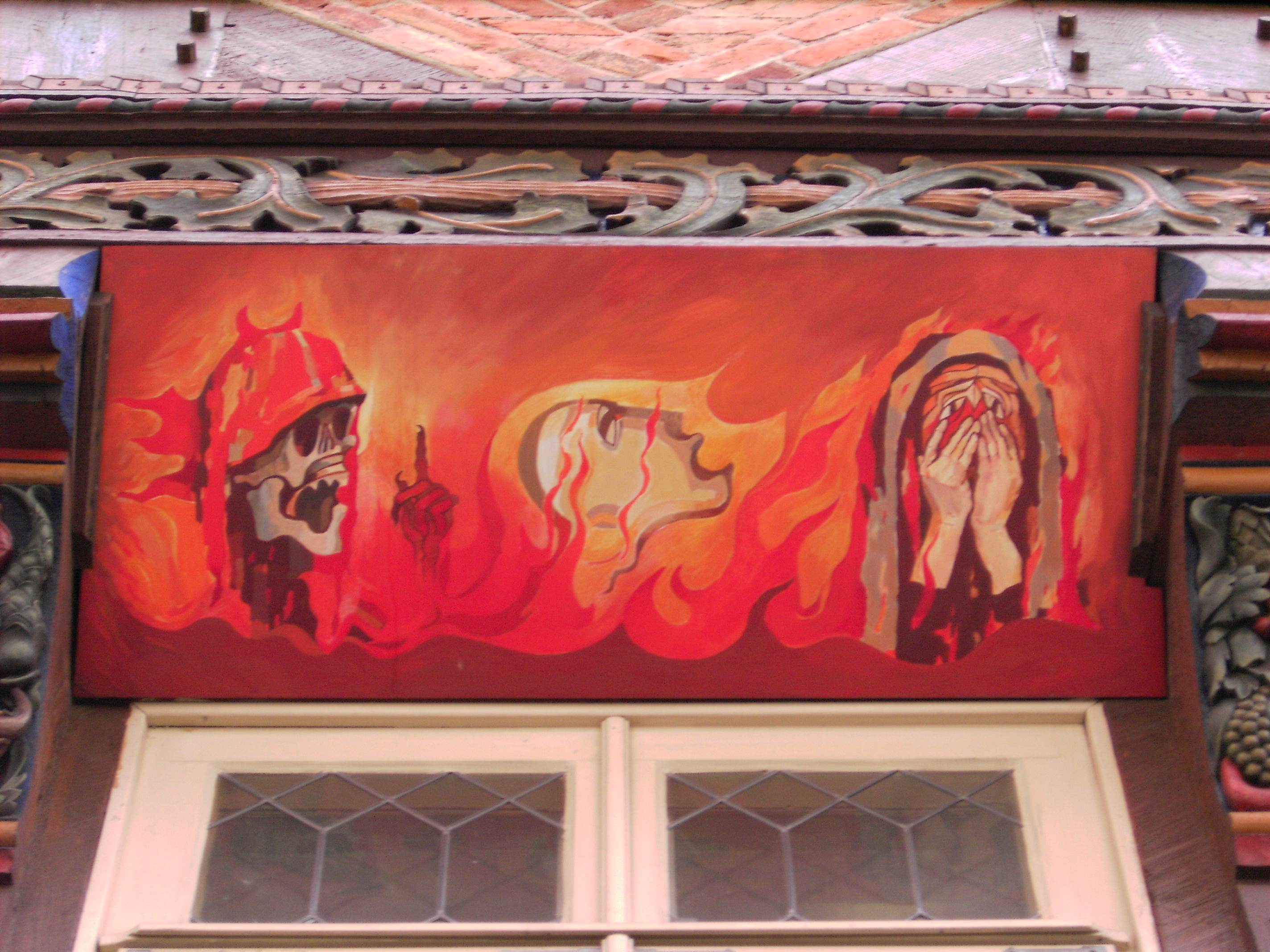
Modernes Windbrett an der Nordseite
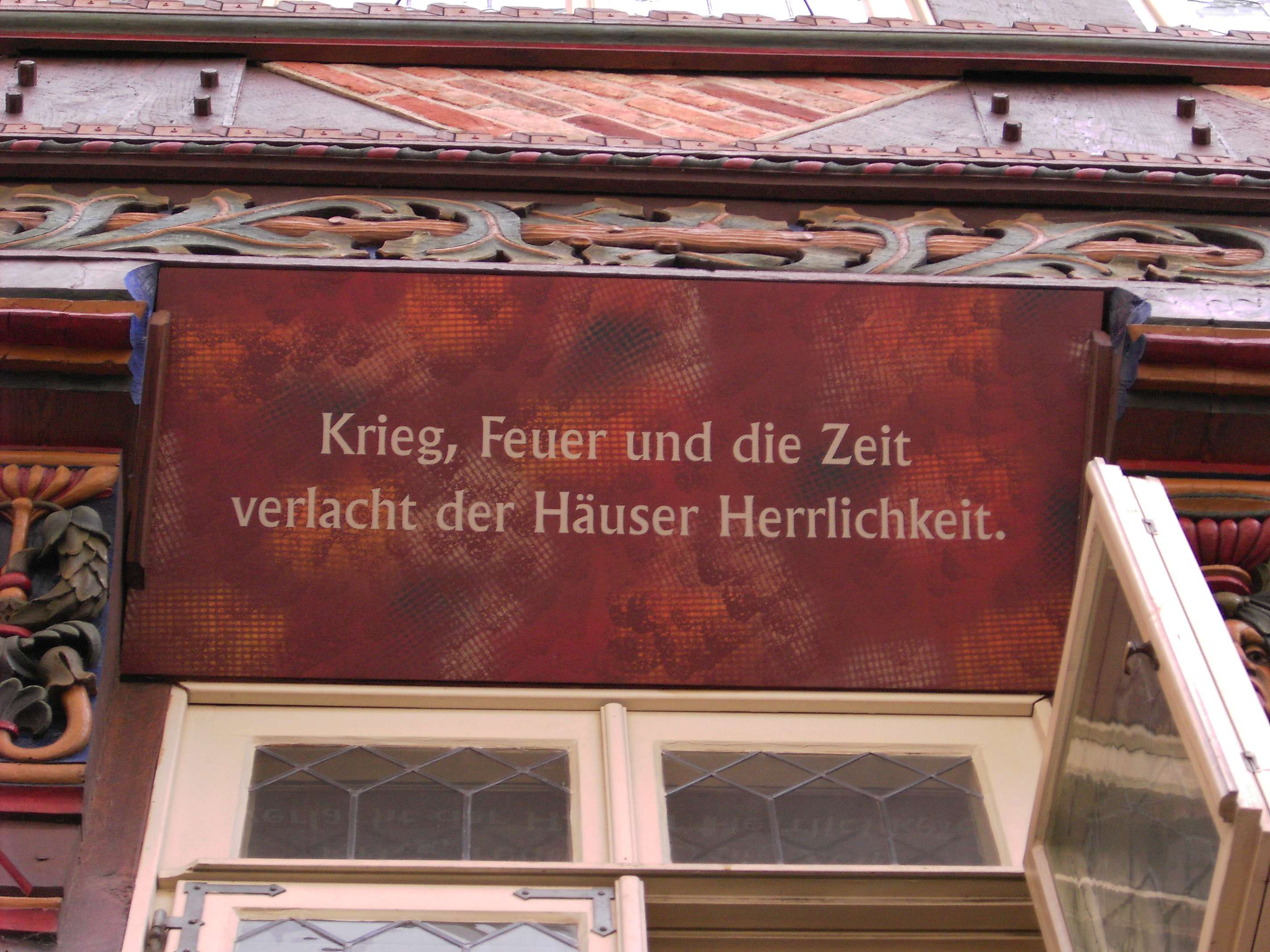
Modern gestaltetes Windbrett an der Nordfassade mit Anspielung auf die Zerstörung im Zweiten Weltkrieg
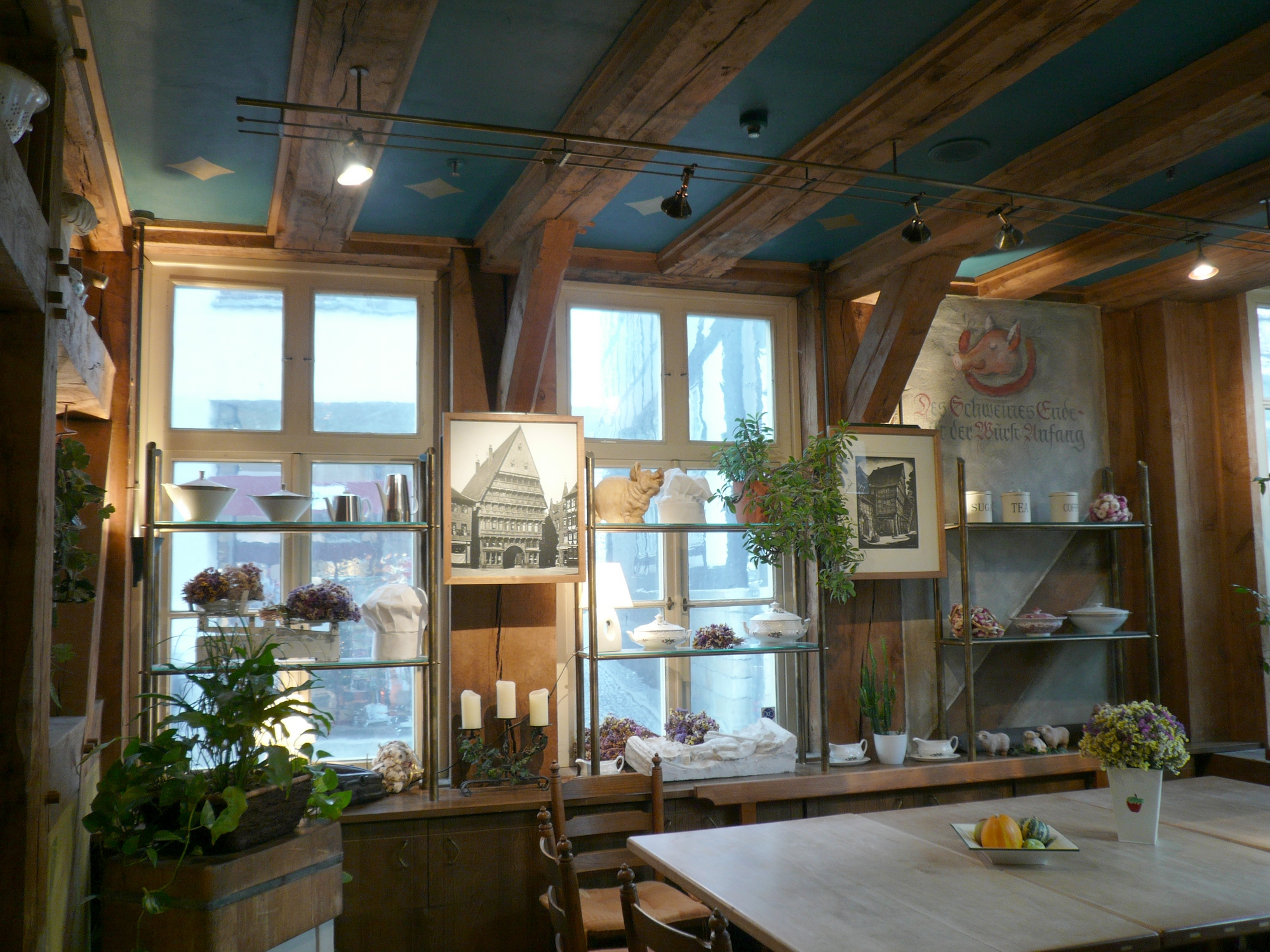
Gaststube im Knochenhaueramtshaus (2007)

## Rezeption
Hildesheims Marktplatz gilt seit der Rekonstruktion von Knochenhaueramtshaus und Bäckeramtshaus als „Gute Stube“ der Stadt, in der sich „ein prächtiges Fachwerkhaus ans andere [reiht], das berühmteste ist das Knochenhauer-Amtshaus“, was entsprechend touristisch vermarktet wird. In einer Umfrage des NDR 2006 wurde das Knochenhaueramtshauses von den Zuschauern als schönstes der „100 schönsten Gebäude“ im ganzen norddeutschen Sendegebiet gewählt.
Zur Wiederherstellung des Knochenhaueramtshauses erschien eine künstlerisch von Victor Huster gestaltete Gedenkmedaille.

### Denkmalschutz
Der 1986–1989 vollzogene Wiederaufbau des Knochenhaueramtshauses (Markt 7) mit dem Bäckeramtshaus (Markt 8) war umstritten und löste in den 1970er und 1980er Jahren nicht nur in der Stadtgesellschaft, sondern auch unter Denkmalpflegern erhebliche Kontroversen aus. Ein Höhepunkt war die dokumentierte Rekonstruktions-Debatte auf der 1989 eigens nach Hildesheim einberufenen Jahrestagung des Arbeitskreises für Theorie und Lehre der Denkmalpflege. Gleichwohl ist auch dieser Streit zur Geschichte geworden, so dass beide Fachwerkhäuser im Jahr 2017, also rund eine Generation nach den Rekonstruktionen – infolge einer erneuten Fachdebatte – ins Denkmalverzeichnis eingetragen wurden, nun mit der Bedeutung als herausragende Geschichtszeugnisse westdeutscher Stadtreparatur in der zweiten Hälfte des 20. Jahrhunderts.

### Nachbau in Chile

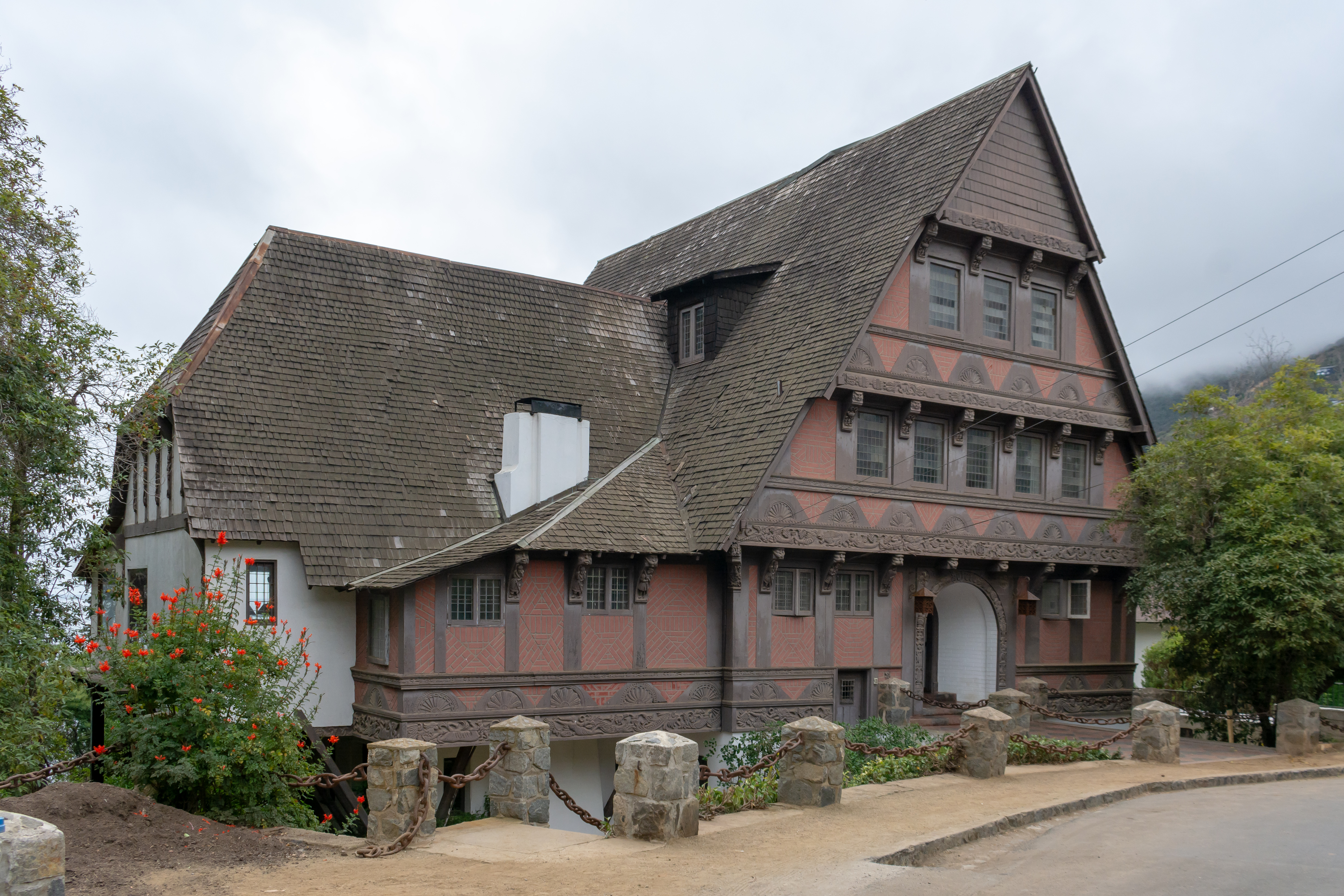
Die „Casa Hildesheim Baviera“ von 1924 in Zapallar, Chile (2023)

In der chilenischen Región de Valparaíso im Seebad Zapallar entstand 1924 ein sehr frei nachempfundener Nachbau des Knochenhaueramtshauses, der 1975 unter Denkmalschutz gestellt wurde und den Namen Casa Hildesheim Baviera („Bayernhaus Hildesheim“) bekam. Der zu Anfang des 20. Jahrhunderts vorherrschende Architekturgeschmack der chilenischen Oberschicht orientierte sich an europäischen Vorbildern. So entwarf der Architekt Josué Smith Solar ein opulentes Ferienhaus am Meer, das stilistisch die Formen des Knochenhaueramtshauses aufgriff.